# Martin Amerhauser
Martin Amerhauser (ur. 23 lipca 1974 w Salzburgu) – piłkarz austriacki grający na pozycji lewego pomocnika. Od 2010 roku gra w FC Lankowitz.

## Kariera klubowa
Piłkarską karierę Amerhauser rozpoczął w drużynie SV Salzburg. W sezonie 1993/1994 zadebiutował w jego barwach w rozgrywkach pierwszej ligi austriackiej. W całym sezonie rozegrał 19 meczów w lidze i zdobył 3 gole, przez co przyczynił się do wywalczenia przez Salzburg tytułu mistrza Austrii, pierwszego w historii klubu. Sukces osiągnął także w rozgrywkach Pucharu UEFA dochodząc ze swoim klubem do finału. Tam wystąpił w obu przegranych po 0:1 spotkaniach z Interem Mediolan.
W trakcie trwania sezonu 1994/1995 Martin opuścił Salzburg i przeniósł się do drugoligowego Grazer AK. Z zespołem z miasta Graz już po roku awansował do pierwszej ligi, a w 1996 roku zajął z nim 4. miejsce w lidze, gwarantujące start klubu w Pucharze UEFA. Latem Amerhauser wrócił do SV Salzburg. Wywalczył swój drugi tytuł mistrza kraju, a niedługo potem zdobył także superpuchar kraju. W Salzburgu grał jeszcze przez kolejne dwa sezony, ale nie odniósł już sukcesów. Łącznie dla tego klubu rozegrał 117 spotkań i zdobył 12 goli.
W 1999 roku Amerhauser znów został zawodnikiem Grazer AK. W tym samym sezonie sięgnął po swój pierwszy Puchar Austrii, a następnie kolejny już superpuchar. Oba osiągnięcia Martin z partnerami z boiska powtórzył 2 lata później, a w 2004 roku zdobył czwarty w historii klubu krajowy puchar. Swoją postawą przyczynił się też do wywalczenia pierwszego w historii GAK mistrzostwa Austrii, a w 2005 roku Amerhauser został wicemistrzem Bundesligi. W kolejnych sezonach Grazer spisywał się słabiej, a w sezonie 2006/2007 zajął ostatnią pozycję i nie otrzymał licencji na grę w drugiej lidze. Został zdegradowany do trzeciej ligi Austrii. W 2010 roku przeszedł do amatorskiego FC Lankowitz.
| Sezon   | Klub        | Kraj    | Rozgrywki    | Mecze | Bramki |
| ------- | ----------- | ------- | ------------ | ----- | ------ |
| 1993/94 | SV Salzburg | Austria | Bundesliga   | 19    | 3      |
| 1994/95 | SV Salzburg | Austria | Bundesliga   | 4     | 0      |
| 1994/95 | Grazer AK   | Austria | 2. liga      | 15    | 3      |
| 1995/96 | Grazer AK   | Austria | Bundesliga   | 27    | 3      |
| 1996/97 | SV Salzburg | Austria | Bundesliga   | 31    | 3      |
| 1997/98 | SV Salzburg | Austria | Bundesliga   | 34    | 4      |
| 1998/99 | SV Salzburg | Austria | Bundesliga   | 29    | 2      |
| 1999/00 | Grazer AK   | Austria | Bundesliga   | 24    | 3      |
| 2000/01 | Grazer AK   | Austria | Bundesliga   | 34    | 1      |
| 2001/02 | Grazer AK   | Austria | Bundesliga   | 23    | 2      |
| 2002/03 | Grazer AK   | Austria | Bundesliga   | 27    | 1      |
| 2003/04 | Grazer AK   | Austria | Bundesliga   | 29    | 2      |
| 2004/05 | Grazer AK   | Austria | Bundesliga   | 31    | 2      |
| 2005/06 | Grazer AK   | Austria | Bundesliga   | 35    | 0      |
| 2006/07 | Grazer AK   | Austria | Bundesliga   | 33    | 2      |
| 2007/08 | Grazer AK   | Austria | Regionalliga | ?     | ?      |
| 2008/09 | Grazer AK   | Austria | Regionalliga | ?     | ?      |

## Kariera reprezentacyjna
W reprezentacji Austrii Amerhauser zadebiutował 25 marca 1998 roku w przegranym 2:3 towarzyskim spotkaniu z Węgrami. W tym samym roku został powołany przez Herberta Prohaskę do kadry na Mistrzostwa Świata we Francji. Na tym turnieju był rezerwowym i nie zagrał w żadnym spotkaniu. Ostatni mecz w reprezentacji rozegrał w 2005 roku przeciwko Azerbejdżanowi (0:0). W kadrze narodowej wystąpił 12 razy i zdobył 3 gole.